# 715542 Tafforin
715542 Tafforin è un asteroide della fascia principale. Scoperto nel 2015, presenta un'orbita caratterizzata da un semiasse maggiore pari a 2,786141 UA e da un'eccentricità di 0,246348, inclinata di 8,688694° rispetto all'eclittica.